# Terralba
Terralba is een gemeente in de Italiaanse provincie Oristano (regio Sardinië) en telt 10.087 inwoners (31-12-2004). De oppervlakte bedraagt 34,9 km², de bevolkingsdichtheid is 289 inwoners per km².
De volgende frazioni maken deel uit van de gemeente: Marceddì.

## Demografie
Terralba telt ongeveer 3705 huishoudens. Het aantal inwoners daalde in de periode 1991-2001 met 1,0% volgens cijfers uit de tienjaarlijkse volkstellingen van ISTAT.
| Jaar | Inwoneraantal |
| ---- | ------------- |
| 1991 | 10.336        |
| 2001 | 10.229        |

## Geografie
De gemeente ligt op ongeveer 9 m boven zeeniveau.
Terralba grenst aan de volgende gemeenten: Arborea, Arbus (MD), Guspini (MD), Marrubiu, San Nicolò d'Arcidano, Uras.